# Collage
Collage é um projeto de freestyle formado em 1993 pelo produtor musical Adam Marano. Durante sua primeira fase teve como vocalista Anthony Monteleone, entretanto nos anos seguintes o próprio Adam Marano foi o vocalista. Collage é conhecido por seus hits "I'll Be Loving You" e "Love of a Lifetime", que alcançaram respectivamente as posições #56 e #104 na Billboard Hot 100.

## Discografia
Álbuns de Estúdio
- 1994: Chapter One
- 1999: Chapter II: 1999
- 2001: Collage Chapter 3…2001 (Appendix A)
- 2007: Chapter 4

Compilações
- 2000: The Greatest Freestyle Hits
- 2002: The Greatest Hits
- 2007: Collage & Friends: Hits Anthology

### Singles
| 1993                                               | "I'll Be Loving You"                           | 56  | Viper's Freestyle Hit Parade               |
| 1994                                               | "Diana"                                        | —   | Chapter One                                |
| 1994                                               | "Gangster of Love"                             | —   | Chapter One                                |
| 1995                                               | "You Are Everything / I Can Make You Feel"     | —   | Apenas single                              |
| 1998                                               | "Love Me or Leave Me" (participação de Denine) | —   | Metropolitan Freestyle Extravaganza Vol. 8 |
| 1998                                               | "Love of a Lifetime"                           | 104 | Chapter II: 1999                           |
| 1999                                               | "Angel"                                        | —   | Chapter II: 1999                           |
| 2001                                               | "I'll Give You My Heart / Summer Night"        | —   | Collage Chapter 3…2001 (Appendix A)        |
| 2001                                               | "Tonight"                                      | —   | Collage Chapter 3…2001 (Appendix A)        |
| "—" denota um lançamento que não entrou na parada. |                                                |     |                                            |